# Armando Negreiros
Armando Souza Negreiros es un nadador brasileño especialista en las pruebas de fondo. Es medallista de bronce panamericano en Río 2007 con un tiempo de 3:15.18. Es además plusmarquista sudamericano.

## Juegos Panamericanos de 2007
Negreiros abandonó su ciudad natal antes de la realización de los Panamericanos de Río 2007, dado que su entrenador Marco Veiga se trasladó a Sao Paulo a principios de ese año para fichar con Pinheiros. Negreiros llegó a Sao Paulo junto a su entrenador para dar continuación al trabajo que realizaban.
A los 21 años, llegó a los Juegos Panamericanos de Río con cuatro años de retraso. En Santo Domingo 2003 logró el tiempo exigido para participar en la prueba de 800 m libre, pero la prueba fue excluida del calendario de los juegos. Tras la espera de cuatro años para participar de unos juegos panamericanos, logró su clasificación a Río en los 400 y 1500 m libre. En la prueba de los 400 m logró la medalla de bronce, siendo superado por los americanos Matt Patton y Tobias Work, oro y plata respectivamente. En los 1500 m terminó en la sexta posición con 15:50.23.; prueba ganada por el americano Charles Peterson seguido del venezolano Ricardo Monasterio y el canadiense Maitland levou.